# Dirty Dancing
Dirty Dancing lub Wirujący seks – dramatyczny romans taneczny produkcji amerykańskiej z roku 1987 wyreżyserowany przez Emile’a Ardolino, w rolach głównych wystąpili Patrick Swayze, Jennifer Grey i Jerry Orbach.

## Obsada
- Patrick Swayze – Johnny Castle
- Jennifer Grey – Frances „Baby” Houseman
- Jerry Orbach – dr Jake Houseman
- Kelly Bishop – Marjorie Houseman
- Jane Brucker – Lisa Houseman
- Cynthia Rhodes – Penny Johnson
- Jack Weston – Max Kellerman
- Max Cantor – Robbie Gould
- Neal Jones – Billy Kostecki

Patrick Swayze za główną rolę w Dirty Dancing otrzymał 200 tys. dolarów, za epizodyczny występ w prequelu Dirty Dancing 2 wypłacono mu 5 mln. Partnerem Jennifer Grey miał być początkowo Billy Zane (Johnny miał mieć włoskie korzenie i egzotyczną urodę), jednak młody aktor nie wypadł najlepiej na próbnych zdjęciach i podjęto decyzję o zatrudnieniu Patricka Swayze, który dał się już poznać dzięki rolom w filmach Outsiderzy i Czerwony świt.

## Fabuła
Lato 1963 roku. Frances Houseman, zwana przez znajomych Baby (Jennifer Grey), jest pozytywnie nastawioną do życia nastolatką, spędzającą wakacje z rodziną w letnim ośrodku wypoczynkowym Kellerman's. Pewnego wieczoru poznaje tancerza Johnny’ego Castle (Patrick Swayze), uzdolnionego i przystojnego instruktora tańca. W obliczu niedyspozycji jego partnerki tanecznej Penny (zaszła w ciążę), Baby przechodzi intensywny kurs tańca i zastępuje ją na pokazie mambo w hotelu. Wkrótce Baby i Johnny zakochują się w sobie, lecz ich związek nie jest zaakceptowany przez ojca dziewczyny, który podejrzewa chłopaka o nieślubne ojcostwo. W ostatni dzień pobytu w ośrodku ojciec przypadkowo dowiaduje się, że Johnny jest niewinny. Zakochana para udowadnia swoją miłość w pamiętnym i pasjonującym finalnym tańcu przy muzyce (I've Had) The Time of My Life.

## O filmie
Dirty Dancing był niskobudżetową produkcją mało znanego, niezależnego studia Vestron Pictures. Spotkał się z niepochlebną krytyką ze strony czołowych amerykańskich recenzentów, zyskał jednak ogromną popularność wśród publiczności sprawiając, że ze 170 mln dolarów dochodów ze sprzedaży biletów (przy koszcie produkcji 6 mln.) film stał się jednym z największych hitów 1987 roku. Dobrą passę kontynuował również w wypożyczalniach wideo, stając się pierwszym amerykańskim tytułem, który przekroczył granicę 1 mln dolarów z wpływów ze sprzedaży i wypożyczalni. Do 2009 roku zarobił na całym świecie 214 mln dolarów.
Dziś jest kultowym filmem epoki lat 80 XX w., na co składają się: prosta i łatwa w odbiorze (wręcz banalna) fabuła, świetna ścieżka dźwiękowa, perfekcyjne układy taneczne i postać Patricka Swayze.
W maju 2007 roku w sondażu przeprowadzonym na zlecenie brytyjskiej stacji Sky Movies film zajął pierwsze miejsce w plebiscycie „Najchętniej oglądanych filmów kobiecych”.
W 2024 roku został wprowadzony do Narodowego Rejestru Filmowego Stanów Zjednoczonych jako film „znaczący kulturowo, historycznie bądź estetycznie”.

## Nagrody i wyróżnienia
- Złote Globy 1988
  - najlepsza komedia/musical (nominacja)
  - Patrick Swayze – najlepszy aktor w komedii/musicalu (nominacja)
  - Jennifer Grey – najlepsza aktorka w komedii/musicalu (nominacja)
  - (I've Had) The Time of My Life (muzyka: Franke Previte, John DeNicola, Donald Markowitz; słowa: Franke Previte) – najlepsza piosenka (nagroda)
- Oscary 1988
  - (I've Had) The Time of My Life – najlepsza piosenka (nagroda)
- Nagroda Grammy 1988
  - (I've Had) The Time of My Life – najlepsza piosenka (nagroda)
- Złote Ekrany 1988 – nagroda główna
- Jedna z ostatnich kwestii filmu (Nobody puts Baby in a corner) zajmuje 98. miejsce na liście najlepszych kwestii filmowych świata według opracowania Amerykańskiego Instytutu Filmowego[7].

## Soundtrack
Soundtrack z filmu jest jednym z najpopularniejszych na świecie, zawiera znane hity, takie jak She’s Like the Wind (śpiewany przez Patricka Swayze), Hungry Eyes (w wykonaniu Erica Carmena), Do You Love Me (z repertuaru The Contours) i inne. Utwór (I've Had) The Time of My Life, skomponowany przez Franka Previte, wykonany przez Billa Medleya i Jennifer Warnes zdobył nagrodę Amerykańskiej Akademii Filmowej za najlepszy utwór oryginalny.
Ścieżka dźwiękowa została wydana na płycie w sierpniu 1987 roku. Przez 18 tygodni znajdowała się na 1. miejscu listy Billboard 200. Krążek otrzymał 11 platynowych płyt i w ciągu kolejnych 20 lat sprzedał się w ilości 42 mln egzemplarzy.

## Musical
W roku 2004 w Australii powstała musicalowa wersja filmu – Dirty Dancing: The Classic Story on Stage. Produkcja była komercyjnym sukcesem – w ciągu pół roku sprzedano 200 000 biletów. Na londyńskim West Endzie premiera miała miejsce 23 października 2006 na deskach Aldwych Theatre. Spektakl pobił rekordy przedsprzedaży. Obejrzało go niemal 1 mln widzów. We wrześniu 2011 roku spektakl zadebiutował na Broadwayu. Powstały również wersje: niemiecka i holenderska przedstawienia.

## Remake
W 2004 roku powstał remake Dirty Dancing: Havana Nights, luźno nawiązujący do fabuły wersji oryginalnej filmu, akcja toczy się na Kubie w 1958 roku. W latach 1988–1989 telewizja CBS wyemitowała 11-odcinkowy serial (w Polsce pokazany przez Polsat). W sierpniu 2011 r. pojawiły się informacje o planowanym remake'u filmu. Jednak rok później, w czerwcu 2012, wytwórnia Lions Gate Entertainment odroczyła przedsięwzięcie do 2014 roku. W 2017 roku powstał film telewizyjny w reżyserii Wayne’a Blaira, w rolach głównych wystąpili Colt Prattes i Abigail Breslin.  Nakręcono także krótką parodię filmu pt. "Dirty Dancing Capoeira Nights".